# Блантер, Михаил Соломонович
Михаи́л Соломо́нович Бла́нтер (род. 17 января 1937, Москва) — российский учёный, специалист в области металловедения и физики конденсированного состояния, профессор кафедры наноэлектроники Российского технологического университета МИРЭА.

## Биография
Родился в 1937 году в Москве, куда из города Почеп переехала семья его деда по отцовской линии. Отец, Соломон Григорьевич Блантер (1909—1979), был профессором Московского института нефтехимической и газовой промышленности, мать — Бронислава Ефимовна Бронвейберг. Уроженец Почепа, советский композитор М. И. Блантер — двоюродный брат Соломона Григорьевича.
В 1960 году с отличием окончил физико-химический факультет Московского института стали и сплавов по специальности «физика металлов». В 1960—1962 годах работал в отделе жаропрочных сплавов ЦНИИТМаш, а в 1962 поступил в аспирантуру Всесоюзного Заочного машиностроительного института (ВЗМИ). В 1966 году защитил диссертацию на соискание учёной степени кандидата физико-математических наук по теме «Взаимодействие примесных атомов с дислокациями в железе». В 1982 году защитил диссертацию на соискание учёной степени доктора физико-математических наук «Внедрённые атомы в решётке ОЦК твёрдых растворов». С 1965 года работает доцентом, а потом профессором во ВЗМИ, который, пережив трансформации в Московский институт приборостроения, а затем в МГУПИ, объединился в 2016 году с МИРЭА. В настоящее время — профессор кафедры Наноэлектроники МИРЭА.
Является специалистом по внутреннему трению, дефектам кристаллического строения, компьютерному моделированию твердых растворов, углеродным наноматериалам.
Увлечения: водный туризм и спортивное ориентирование.

## Личная жизнь
- Женат, имеет сына и дочь.
  - Сын — физик-теоретик Ярослав Блантер.

## Научные труды
Автор более 150 трудов, опубликованных в рецензируемых журналах. Наиболее цитируемые работы:
- Blanter M.S., Khachaturyan A.G. Stress-induced interaction of pairs of point defects in bcc solutions // Metallurgical and Materials Transactions A. — 1978. — Vol. 9. — P. 753—762. — doi:10.1007/BF02649784.
- Blanter M.S., Fradkov M.Y. Solute interaction and internal friction spectra in solid solutions // Acta Metallurgica et Materialia. — 1992. — Vol. 40. — P. 2201—2208. — doi:10.1016/0956-7151(92)90138-5.
- Golovin I.S., Blanter M.S., Pozdova T.V., Tanaka K., Magalas L.B. Effect of substitutional ordering on the carbon Snoek relaxation in Fe-Al-C alloys // Physica Status Solidi (A). — 1998. — Vol. 168. — P. 403—415. — doi:10.1002/(SICI)1521-396X(199808)168:2<403::AID-PSSA403>3.0.CO;2-2.
- Blanter M.S. Hydrogen internal-friction peak and interaction of dissolved interstitial atoms in Nb and Ta // Physical Review B: Condensed Matter.. — 1994. — Vol. 50. — P. 3603—3608. — doi:10.1103/PhysRevB.50.3603.
- I. S. Golovin  M. S. Blanter  R. Schaller. Snoek relaxation in Fe-Cr alloys and interstitial-substitutional interaction // Physica Status Solidi (A). — 1997. — Vol. 160. — P. 49—60. — doi:10.1002/1521-396X(199703)160:1<49::AID-PSSA49>3.0.CO;2-P.

## Книги
Автор 8 книг, среди которых наиболее известны:
- Блантер М.С., Кершенбаум В.Я., Пруссаков Б.А. и др. Многоязычный толковый словарь  «Металлы». — Berlin: Наука и техника, 1990. — 710 с. — ISBN 5-900359-31-X.
- Блантер М.С., Пигузов Ю.В. и др. Метод внутреннего трения в металловедческих исследованиях. Справочное издание. — Москва: Металлургия, 1991. — 248 с. — ISBN 5-229-00802-4.
- Blanter M.S., Golovin I.S., Neuhäuser H., Sinning H.R. Internal friction in metallic materials. — Berlin; Heidelberg: Springer, 2007. — 579 с. — ISBN 978-3-540-68758-0.[5]

## Признание
- Стипендия президента РФ для выдающихся учёных (1994)
- Трижды лауреат конкурса на звание лучшего профессора Москвы
- Почетный член Федерации спортивного ориентирования России
- Судья Всесоюзной категории по спортивному ориентированию